# Danse Manatee
Danse Manatee ist das zweite Studioalbum der Experimentalband Animal Collective aus Baltimore. Es wurde im Juli 2001 auf 1000 Kopien limitiert auf dem Catsup Plate-Label unter dem Interpretennamen Avey Tare, Panda Bear and Geologist veröffentlicht. 2003 wurde es als Doppel-CD zusammen mit Spirit They’re Gone, Spirit They’ve Vanished auf FatCat Records wiederveröffentlicht.
Bandmitglied Geologist, welcher Avey Tare und Panda Bear zum ersten Mal auf diesem Album unterstützte, sagte, dass dies vermutlich sein Lieblingsalbum seiner Band sei, obwohl es sowohl bei den Fans wie auch bei der Presse eher negativ aufgenommen wurde.

## Entstehungsgeschichte
Das Album wurde an vielen verschiedenen Orten aufgenommen, so unter anderem im Elternhaus von Avey Tare, im Haus, welches die Band sich in Brooklyn Heights teilte und in Geologists Zimmer im Studentenwohnheim und dem Raum seines College-Radiosenders. Um die Musik zu produzieren, nutzten sie Gitarren, Synthesizer, Samples und Perkussion mit diversen, spontan gefundenen Materialien.

## Stil
Zur Zeit der Aufnahme teilte die Band eine Vorliebe für extreme Hörfrequenzen. Sie experimentierten mit sehr hohen und tiefen Klängen und wie sie den Raum im Zimmer nutzten und sich im Kopf des Hörers bewegten. Dies wurde beim Mastering zur Herausforderung, weil sie nicht die gesamte Lautstärke des Mixes erhöhen konnten, ohne die extremen Frequenzen zu zerstören bzw. zu ändern. Im Bandforum von Animal Collective schrieb Geologist über das Aufnehmen des Albums:

„Wir nutzten Gitarrensynthesizer und machten verschiedene Klänge auf MiniDiscs und perkussionierten mit allem, was gerade herumlag. Wir haben [...] größtenteils dort aufgenommen, wo wir unsere Ruhe hatten. Wir wollten einfach einen neuen Stil des Auf-Platte-Spielens finden. Das geschah, nachdem wir drei den Sommer lang mit Songstrukturen, Noise und wie man es flüssig vereinen konnte, experimentiert und improvisiert hatten. [...] Die Platte hat viele Leute aufgeregt, vor allem die Leute, die wirklich Spirit mochten. Viele Leute findens immer noch nicht gut, dass wir die beiden Alben zusammen auf FatCat rausbrachten. Aber wir sind ziemlich stolz drauf.“

Für die Spirit/Danse-Wiederveröffentlichung auf FatCat Records wurde das Album von Rusty Santos remastert, welcher 2005 auch das Album Sung Tongs produzierte.

## Rezeption
Bloß 3,9 von 10 Punkten erreichte das Album bei Pitchfork Media. Dort schrieb der Kritiker Brent S. Sirota am 1. Juli 2001:

„Es besteht ein Unterschied zwischen spielerischer, geistvoller Das-Kind-in-sich-finden-Kindlichkeit und der weniger schönen hosenscheißerischen Kindlichkeit. Und zwischen Tare und Bear's letztem Werk, dem radikal inspirierenden Spirit They’re Gone, Spirit They’ve Vanished und Danse Manatee aus diesem Jahr – tja, unsere Patienten sind definitiv von der ersten in die zweite Phase gerutscht.“

## Titelliste
1. A Manatee Dance – 1:02
2. Penguin Penguin – 2:15
3. Another White Singer (Little White Glove) – 1:58
4. Essplode – 3:23
5. Meet the Light Child – 8:44
6. Runnin the Round Ball – 2:07
7. Bad Crumbs – 1:43
8. The Living Toys – 7:48
9. Throwin the Round Ball – 1:35
10. Ahhh Good Country – 8:18
11. Lablakely Dress – 2:38
12. In the Singing Box – 5:36